# Niobichthys ferrarisi
Niobichthys ferrarisi – gatunek słodkowodnej ryby sumokształtnej z rodziny zbrojnikowatych (Loricariidae), jedyny przedstawiciel rodzaju Niobichthys, blisko spokrewniony z rodzajem Acestridium, z którym tworzą grupę siostrzaną. 
Epitet gatunkowy ferrarisi honoruje ichtiologa C. Ferrarisa (Jr.).
Gatunek ten występuje w dorzeczu Rio Baria i Rio Negro w Wenezueli. Dorasta do 7 cm długości standardowej (SL).